# Goharshad
Goharshād Begum (en persa: گوهرشاد‎:  Gowharšād "alegre joya" o "joya brillante", también transcrito como Gawharshād, ? - 19 de julio de 1457) fue la mujer de Shāhruj, emperador timúrida de Herat. 

## Orígenes
Era hija  de Giāth ud-Din Tarjān, un importante e influyente noble durante el reinado de Tamerlán. Según la tradición familiar, el título Tarjān le fue dado a la familia por Gengis Kan en persona.
Goharshad se casó con Sharuj probablemente en 1388, y con seguridad antes del nacimiento en 1394 de su hijo, Ulugh Beg. Fue un matrimonio exitoso según las baladas de la época en Herat que narran el amor de Shahruj. Aun así, quedan pocos registros de sus primeros cuarenta años de matrimonio, con la excepción de los edificios que mandó construir.
Tanto ella como sus hermanos, administradores en la corte timúrida en Herat, jugaron un papel importante en el gobierno timúrida. En 1405 la capital fue trasladada de Samarcanda a Herat.
Bajo su patronazgo, la lengua y cultura persa pasaron a ser un elemento principal del reino timurida. Ella patrocinó junto a su marido un renacimiento cultural, atrayendo a sus artistas, arquitectos y filósofos a la corte. Destacaron los poetas como Jami y las obras arquitectónicas en el actual Herat. 

## Años tardíos
Después de la muerte de su marido en 1447 Goharshad maniobró para colocar en el trono a su nieto favorito. Durante diez años fue la gobernante de facto  de un imperio que se extendía desde el Tigris a las fronteras de China. Fue ejecutada con más de 80 años el 19 de julio de 1457, por orden de Abū Sa'īd.
Según la leyenda, Goharshad una vez inspeccionó una mezquita y escuela religiosa (madrasah) en Herat, acompañada por un séquito de doscientas sirvientas. Todos los hombres de la madrasa debían haberla abandonado, pero uno se quedó dormido y fue seducido por una acompañantede Goharshad. Cuándo la reina se enteró, ordenó que las 200 mujeres se casaron con el alumnado de la escuela. Esta leyenda es uno de los ejemplos de la tradición islámica liberal asociada a Goharshad en Afganistán.

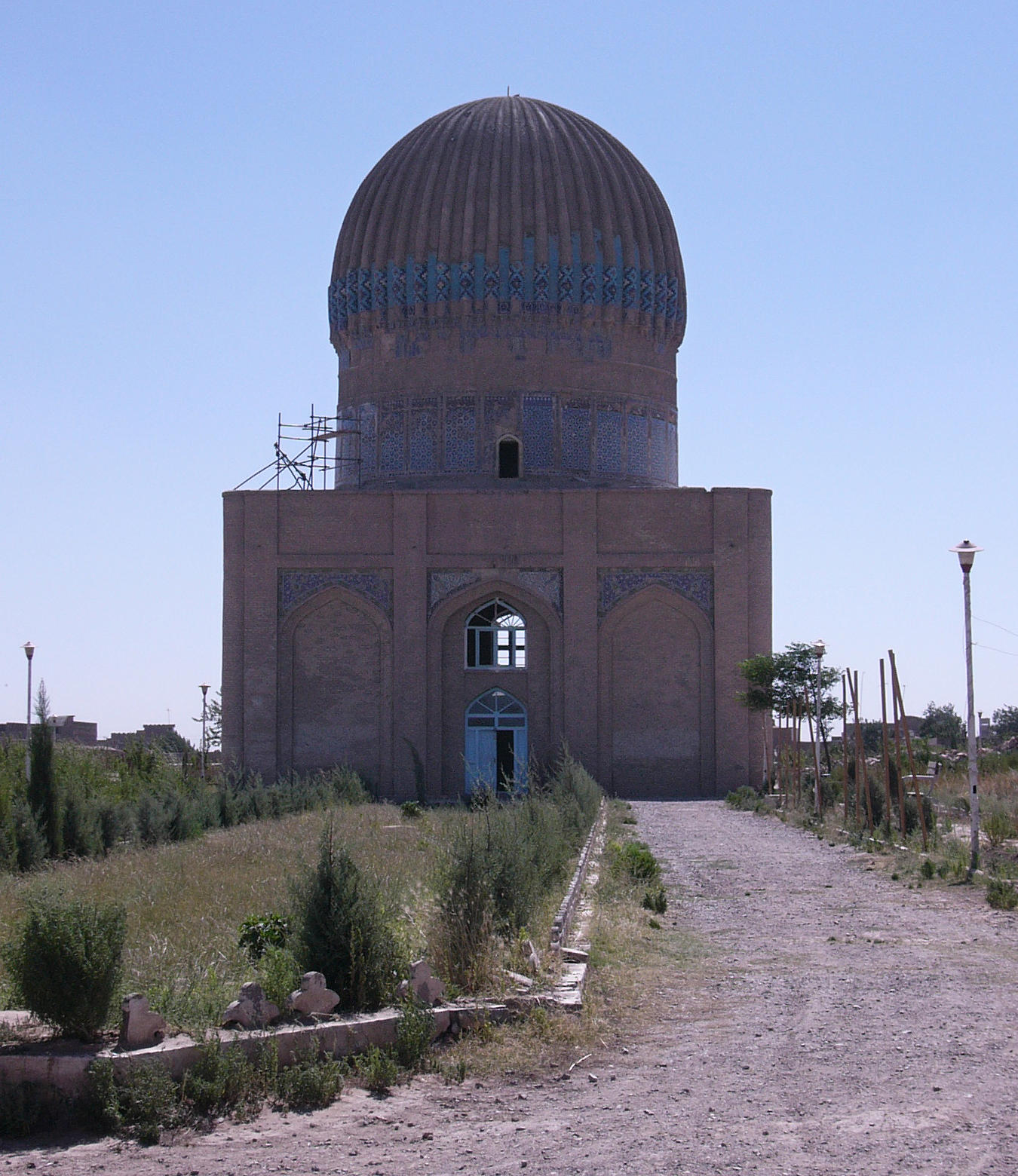
Tumba en Herat

## Tumba
Su tumba está localizada en las cercanías de la madrasa que ordenó construir en Herat, cuyo minarete ha sobrevivido hasta hoy en día.

## Legado
La universidad femenina de Kabul abierta en 2003 lleva su nombre. Goharshad construyó una mezquita que recibe su nombre ("Masjid-e Goharshād") en 1418 en Mashhad, Jorasán.